# Робо-едвайзери
Робо-едвайзер (англ. «robo-advisor» робо-радник, автоматизований радник або роботизований радник) — автоматизована платформа, робота якої базується на математичних алгоритмах, що не потребують втручання консультанта-людини. Сучасні робо-едвайзери на базі штучного інтелекту автоматично розподіляють активи інвестора, враховуючи ставлення клієнта до ризику, його інвестиційного горизонту та цілей), а також управляють (ребалансують) інвестпортфелі.
Використання повністю автоматизованих платформ зробило індивідуальне управління інвестиціями доступним для масової аудиторії за рахунок зниження витрат на обслуговування та зменшення мінімального розміру активів під управлінням. Раніше послуги індивідуального управління надавались фахівцями і були доступні лише забезпеченим клієнтам. Так якщо послуги фахівців із фінансового планування коштують близько 1,35 % від активів, що знаходяться під їхнім управлінням, то комісія роботизованих фінансових радників коливається в розмірі від 0,2 % до 1 % від розміру активів.

## Історія
Перші робо-радники були запущені в 2008 році під час фінансової кризи. Популярність робо-радників зросла після того, як у 2010 році Джон Штейн, 30-річний підприємець, запустив робо-едвайзер Betterment. Перші робо-радники використовувались як онлайн-інтерфейс для управління та балансу активів клієнта фінансовими менеджерами. Технологія Robo-Advice не була новою для цієї галузі, оскільки такий тип програмного забезпечення використовується фінансовими радниками та менеджерами з початку 2000-х років. Але вони були оприлюднені вперше лише у 2008 році для широкої громадськості, яка гостро потребувала особистого управління своїми активами. До кінця 2015 року робо-консультанти з майже 100 компаній по всьому світу управляли активами клієнтів на 60 мільярдів доларів, і, за оцінками, до кінця 2020 року об'єм активів під управлінням робо-радників сягнув 2 трильйонів доларів. У червні 2016 року радник роботів Wealthfront оголосив про партнерство з казначейством штату Невада, запропонувавши 529 план заощаджень в коледжах.
У 2015 році гонконгська компанія 8 Securities запустила одного з перших робочих радників в Азії в Японії, а в 2016 році — Money Design, Co., під торговою маркою THEO та WealthNavi. У 2017 році заснована в Сінгапурі StashAway отримала ліцензію на послуги ринків капіталу від Валютного управління Сінгапуру.
У травні 2020 року Webull отримав дозвіл SEC на запуск робота-радника.

## Визначення
Robo-advisor можна визначити як «самокерований онлайн-сервіс управління капіталом, який надає автоматизовані консультації щодо інвестицій за низьких витрат і мінімальних рахунків, використовуючи алгоритми управління портфелем».[16] Деякі роботизовані консультанти включають елемент людського втручання та нагляду.[17] Робо-радники також називають цифровими радниками.[18]
Юридично термін «фінансовий радник» застосовується до будь-якої особи, яка надає консультації щодо цінних паперів. Більшість послуг робо-консультантів натомість обмежуються забезпеченням управління портфелем[19] (тобто розподілом інвестицій між класами активів) не охоплюючи такі напрямки, як нерухомість, управління пенсійними заощадженнями та управління грошовими потоками, які також входять до сфери фінансового планування. Також використовуються інші визначення цих фінтех компаній: «автоматизований інвестиційний радник», «автоматизоване управління інвестиціями», «інвестиційний консультант в Інтернеті» та «консультант з цифрових інвестицій».[20]

## Поширення
Хоча роботи-консультанти найбільш поширені в Сполучених Штатах, вони також присутні в Європі, Австралії, Індії, Канаді та Азії.

## Робо-едвайзери в Україні
Перший робо-едвайзер в Україні HUG'S розпочав роботу в 2018 році. Проєкт заснував колишній топ-менеджер Укрсоцбанку та фінансист Ерік Найман. Станом на кінець 2021 року в HUG'S обслуговується більше 500 клієнтів. Середній чек становить 50 000 доларів США. Комісія за управління активами (management fee) складає 0,5 % річних від суми активів та 12 % від прибутку (success fee).
Основою для HUG'S є математична модель, що оцінює ризики конкретного інвестора і визначає перелік активів, в які зазвичай інвестують заможні американці: акції, облігації, нерухомість. В бізнес-модель HUG'S включені міжнародні брокерські компанії, такі як Interactive Brokers та Exante. Станом на 2020 рік сума активів роботизованого радника HUG'S на рахунку Interactive Brokers сягає 20 мільйонів доларів США.
Для підвищення прибутковості базової стратегії клієнтів, в 2020 в компанії відмовились від концепції «чистого робота» та перейшли до моделі, коли робот виконує накази.

## Методологія
Інструменти, які використовують робо-едвайзери, мало відрізняються від програмного забезпечення для управління портфелем активів клієнтів, яке вже широко використовується в професії. Основна відмінність полягає в каналі розподілу. Донедавна управління портфелем майже виключно здійснювалося через людських радників і надавалося в комплексі разом з іншими фінансовими послугами. Роботизований радник відкриває споживачеві прямий доступ до інструментів управління портфелем, так само, як вони отримали доступ до брокерських фірм і послуг біржової торгівлі з появою Інтернету.[25] Більш того, діяльність робо-консультантів поширюється на нові напрямки бізнесу, такі як планування виходу на пенсію та інвестування пенсійних відрахувань.[3]
Портфелі, які пропонують робо-консультанти, як правило, є типовими біржовими фондами. Однак деякі роботизовані консультанти пропонують чисті портфелі акцій.
Витрати на залучення клієнтів та часові обмеження, з якими стикаються традиційні людські радники, призвели до того, що багатьох інвесторів середнього класу не погодились або не змогли отримати послуги з управління портфелем через мінімальні вимоги до інвестованих активів. Зазвичай фінансовий планувальник має жорсткі вимоги до мінімальної суми інвестицій, що становить 50 000 доларів США, тоді як мінімальні суми інвестицій для робо-консультантів починаються від 500 доларів США у Сполучених Штатах і від 1 фунта стерлінгів у Великій Британії.
На додаток до нижчих мінімальних розмірів інвестованих активів у порівнянні з традиційними людськими радниками, роботизовані консультанти стягують комісію в межах від 0,2 % до 1,0 % активів під управлінням. Традиційні фінансові планувальники стягують середню комісію в розмірі 1,35 % активів під управлінням відповідно до опитування, проведене AdvisoryHQ News.

### Регулювання
У Сполучених Штатах роботи-консультанти повинні бути зареєстрованими інвестиційними радниками, які регулюються Комісією з цінних паперів і бірж. У Великій Британії вони регулюються Управлінням з фінансового контролю. В Австралії роботи-консультанти керують грошима клієнта через структуру керованого дискреційного рахунку (MDA).
В Україні діяльність автоматизованих радників контролюється Комісією з цінних паперів та фондового ринку.

## Загальна сума активів під управлінням
Станом на жовтень 2017 року під управлінням робо-консультантів було 224 мільярди доларів США.
Нижче наведено найбільші робо-консультанти за активами під управлінням:
| Компанія                   | Країна                            | Активи під управлінням | # відкрито рахунків |
| -------------------------- | --------------------------------- | ---------------------- | ------------------- |
| The Vanguard Group         | США                               | $83 млрд.              |                     |
| Charles Schwab Corporation | США                               | $33 млрд.              | 223,000             |
| TD Ameritrade              | США                               | $20 млрд.              |                     |
| Betterment                 | США                               | $14 млрд.              | 361,809             |
| Wealthfront                | США                               | $11 млрд.              | 216,599             |
| Personal Capital           | США                               | $8 млрд.               | 18,308              |
| Wealthsimple               | Канада                            | $4 млрд.               | 100,000             |
| Nutmeg                     | Велика Британія                   | $1.9 млрд.             | 70.000              |
| Scalable Capital           | Німеччина, Велика Британія        | $3 млрд.               | 80.000              |
| Moneyfarm                  | Велика Британія, Італія           | $2.2 млрд.             | 60.000              |
| StashAway                  | Сингапур, Малайзія, MENA, Гонконг | $1 млрд.               |                     |
| FutureAdvisor by BlackRock | США                               | $1 млрд.               | 8,587               |
| Elm Partners               | США                               | $0.8 млрд.             |                     |
| Acorns                     | США                               | $0.8 млрд.             | 1.87 млн.           |
| United Income              | США                               | $0.4 млрд.             | 318                 |
| T. Rowe Price              | США                               | $0.4 млрд.             |                     |